# كفيفة (الرقة)
كفيفة قرية سورية تتبع ناحية عين عيسى في منطقة تل أبيض في محافظة الرقة. بلغ عدد سكانها 1300 نسمة في عام 2004 حسب إحصاء المكتب المركزي للإحصاء.